# Château de Tailly-l'Arbre-à-Mouches
Le château de Tailly-l'Arbre-à-Mouches est une propriété privée située sur le territoire de la commune de Tailly, dans le département de la Somme à l'ouest d'Amiens.

## Historique
Le château de Tailly-l'Arbre-à-Mouche a été construit dans les années 1730-1740, par la famille de Mannay de Camps qui conserva le domaine jusqu'au lendemain de la Révolution française.
Passé entre diverses mains au XIXe siècle, le domaine de Tailly (château, parc et ferme) est acquis par Adrien de Hauteclocque et offert à son fils Philippe, le futur maréchal Leclerc, à l'occasion de son mariage, en 1925.
La descendance du maréchal Leclerc, décédé en 1947, le conserve encore aujourd'hui.

### Protection
Le château et ses dépendances sont inscrits aux Monuments historiques, depuis un arrêté du 10 octobre 1995.

## Caractéristiques

### Architecture
Le château de Tailly-l'Arbre-à-Mouches est une construction en pierre blanche, avec de hauts combles à la française, une modénature soignée et un décor de style classique d'une grand sobriété .
Le corps de logis, élevé d'un rez de chaussée et un étage, surmontés d'un haut comble en ardoise, est composé d'un corps de logis central, encadré par deux ailes en léger retour. Le pavillon central est surmonté d'un fronton semi circulaire.

### Décor intérieur et mobilier
Le château a gardé une partie de son décor intérieur des XVIIIe et XIXe siècles : boiseries du salon et de la salle à manger, papier peint panoramique en grisaille de la salle à manger.
La disposition des pièces et le mobilier sont inchangés depuis 1947. Différents objets entretiennent la mémoire du Maréchal Leclerc qui vécut dans ces lieux de 1925 à sa mort en 1947, des portraits (bustes, statues, photographies), son journal de chasse, des objets qui lui furent offerts...

## La ferme
A l'exception d'un élément construit en 1879, les bâtiments de la ferme sont construits en matériaux traditionnels : pierre pour le logis, pan de bois et torchis pour les granges et le colombier.
Dans une grange, une exposition est consacrée à l'épopée du maréchal Leclerc pendant la Seconde Guerre mondiale.

## Le parc
On pénètre dans le domaine par une allée longue de 500 mètres  qui traverse un parc boisé et débouche sur une large pelouse devant le château.

Château de Tailly, à la mémoire du maréchal.
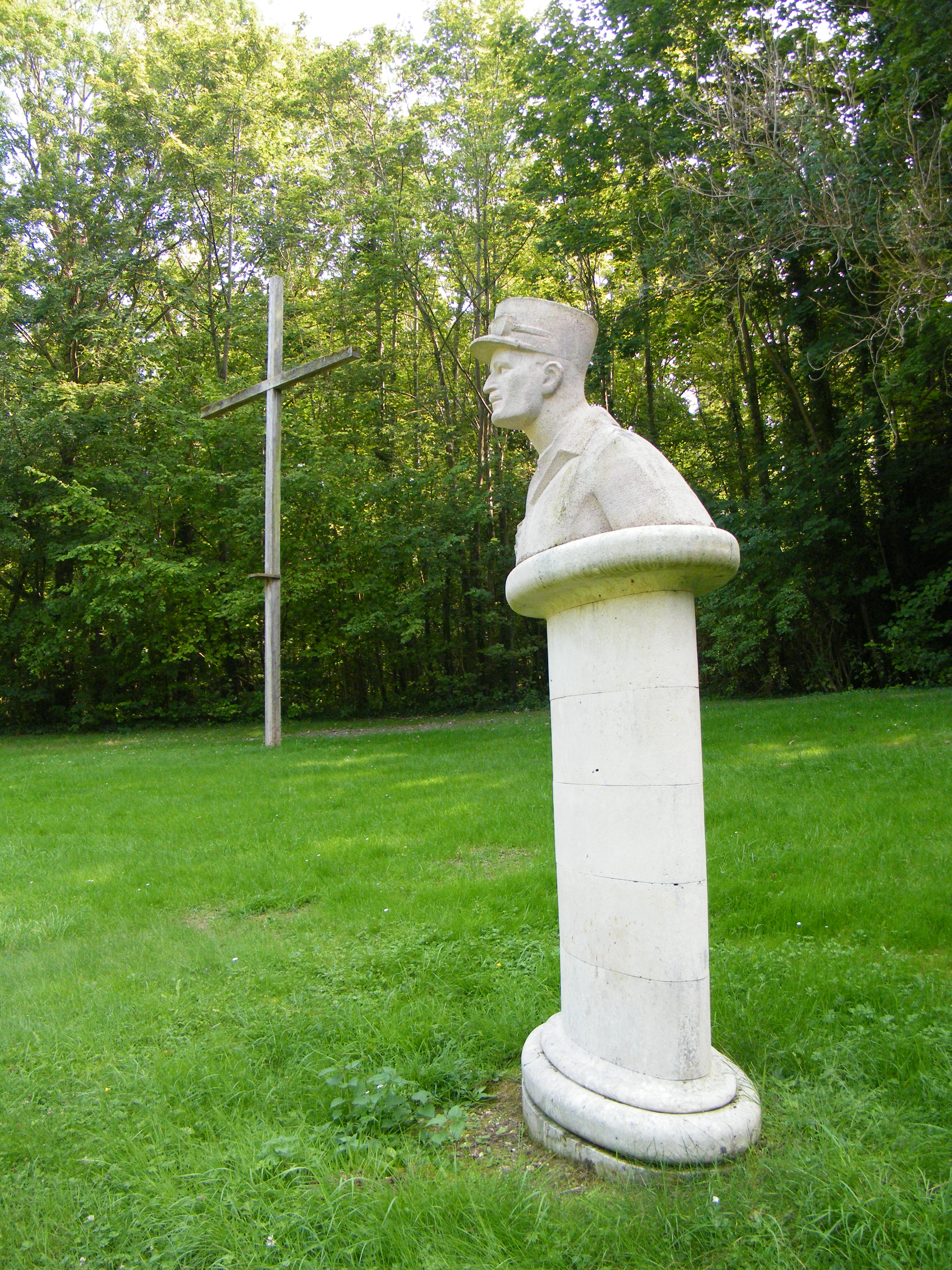
Statue du maréchal dans le parc.
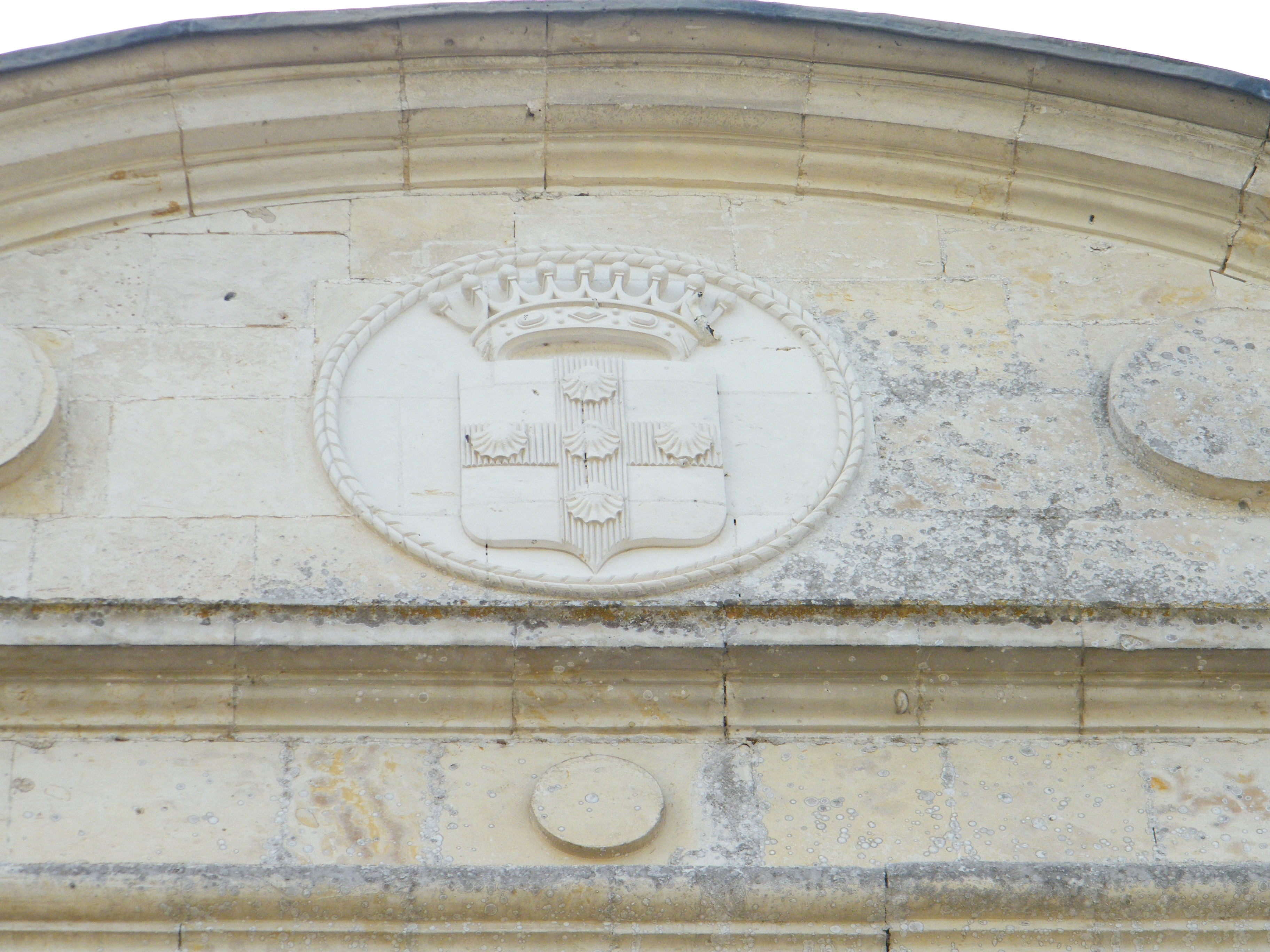
Armes sculptées sur le fronton du château.
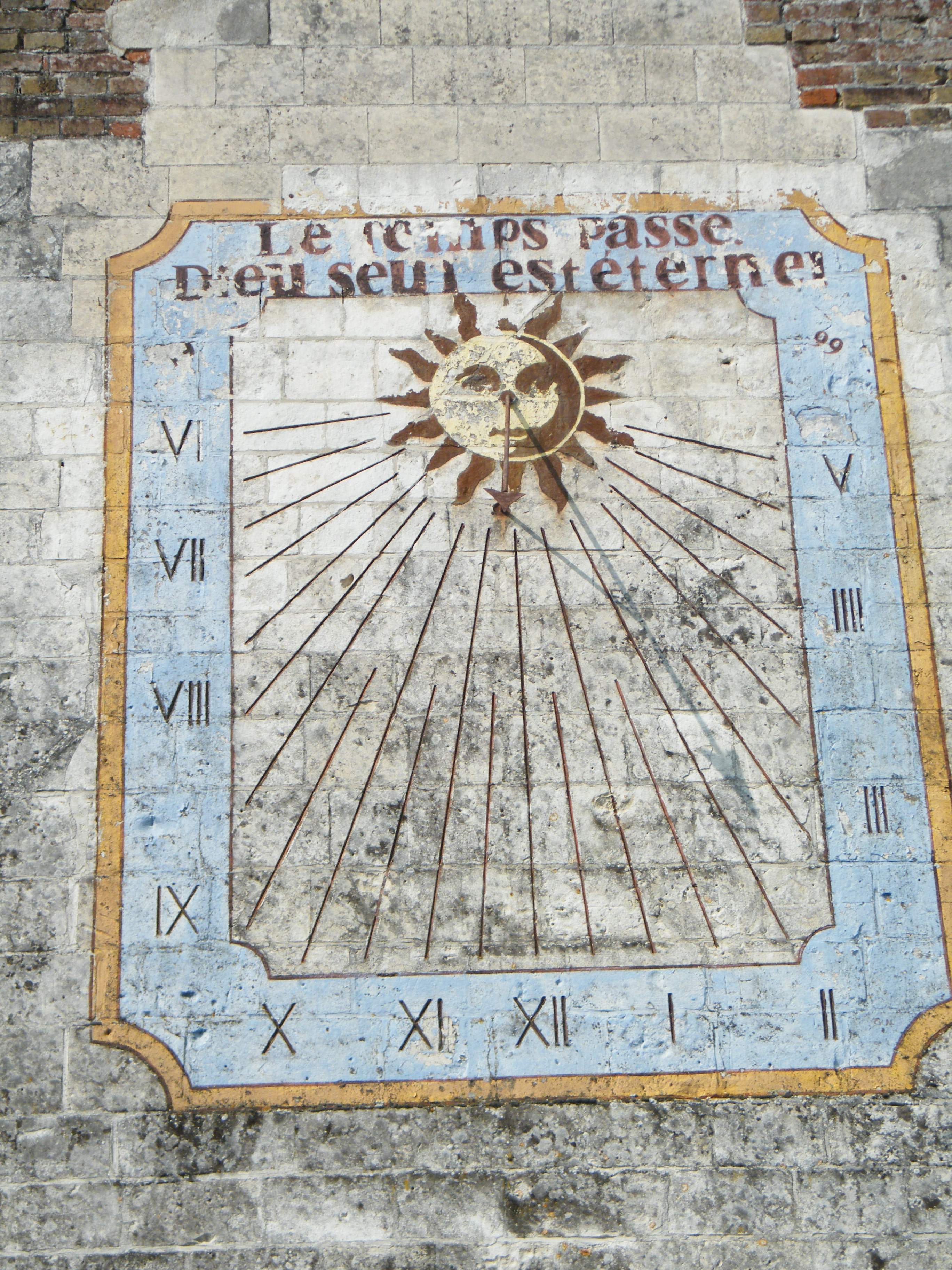
Cadran solaire sur un mur des communs.
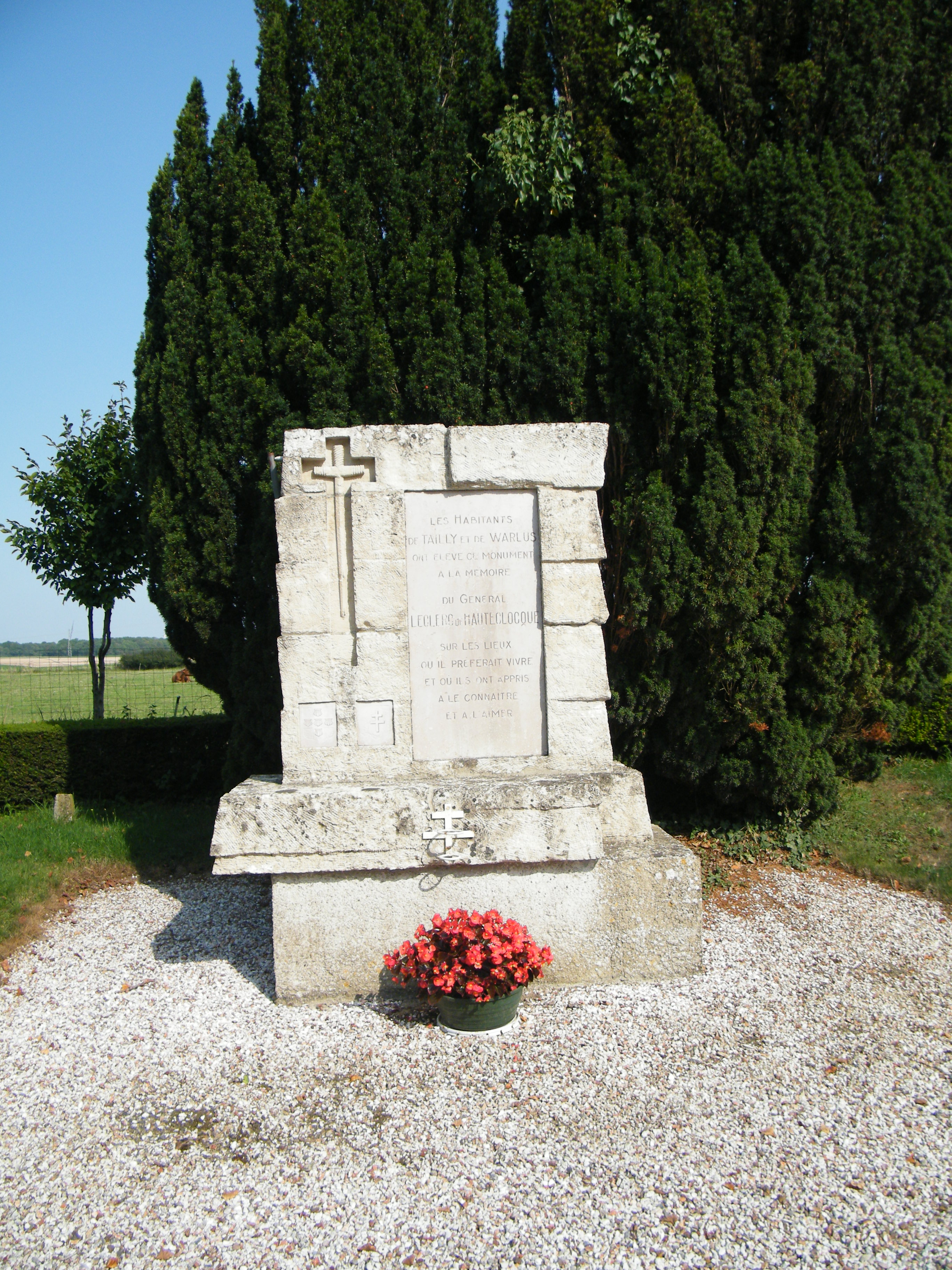
Hommage face à l'entrée du château.
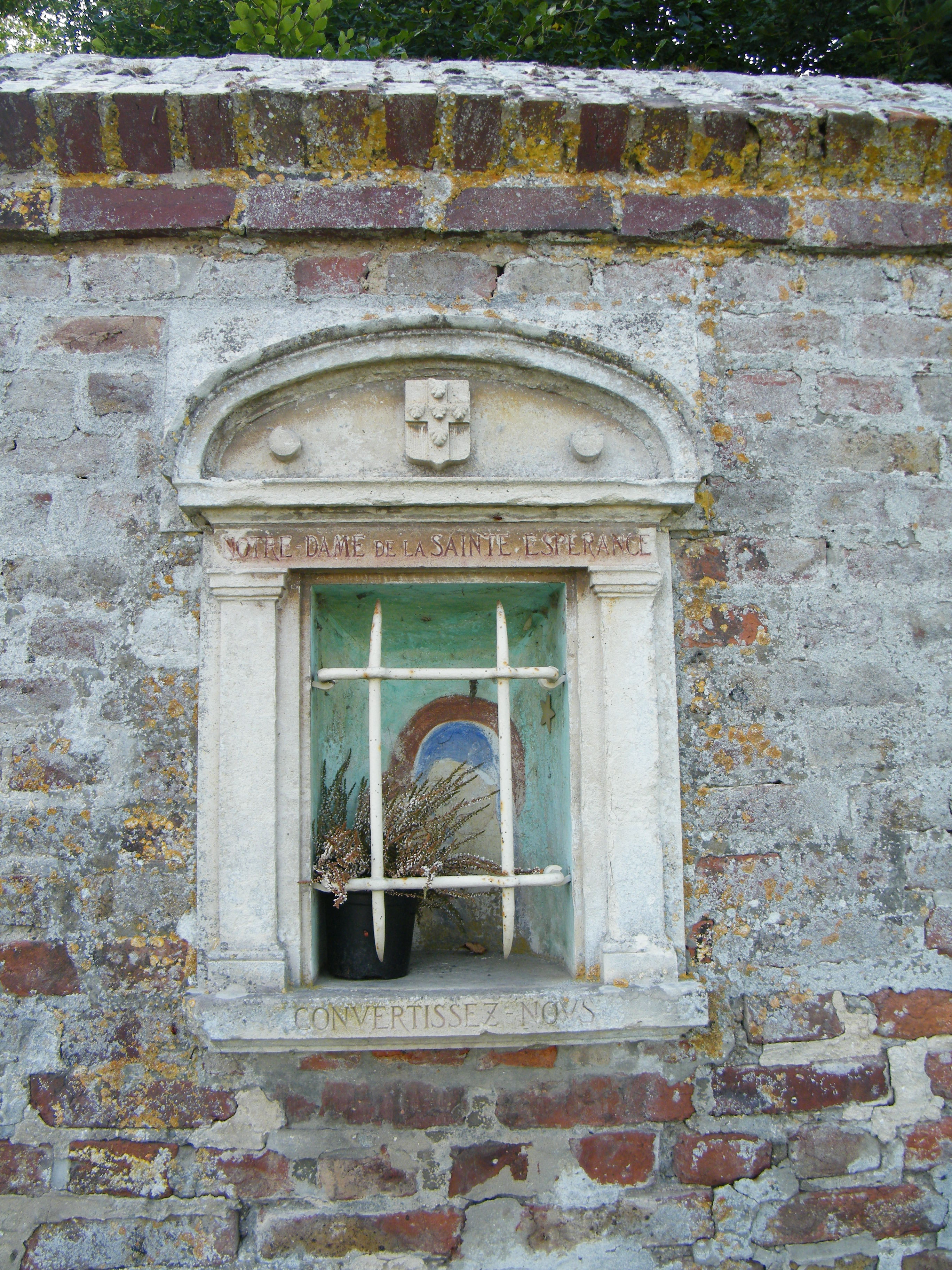
Niche vouée à la Vierge, à l'entrée du château.
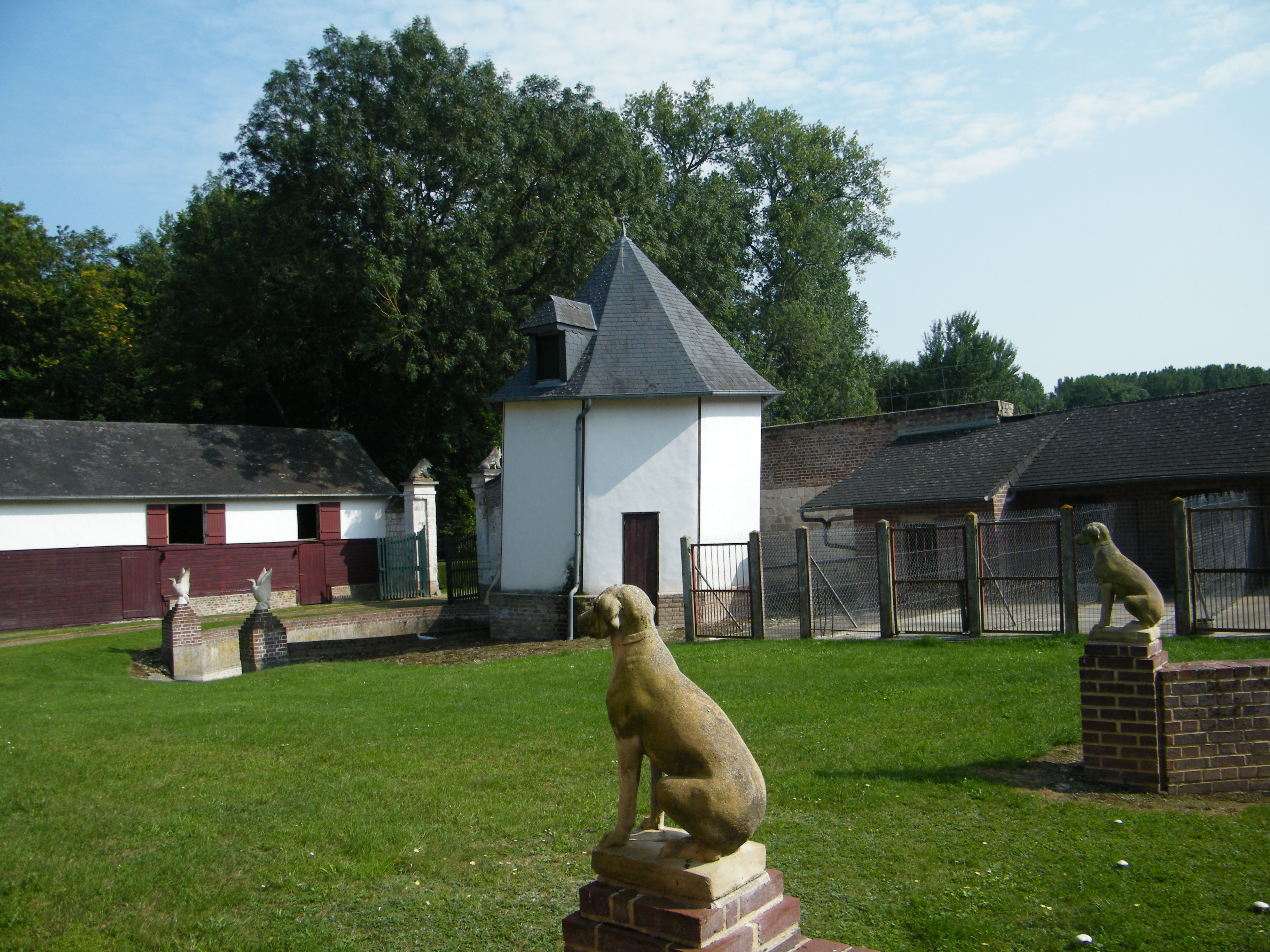
Colombier dans la cour des communs.